# 戦闘爆撃機
戦闘爆撃機（せんとうばくげきき）は、爆弾などを搭載し対地攻撃を行う武装搭載量が多い戦闘機。戦闘攻撃機（せんとうこうげきき）も同項で扱う。
戦闘爆撃機は、戦闘機と爆撃機の能力を兼ね備えた機体。戦闘機に爆弾などを搭載することはできるが、対地攻撃用システムを積んでいないものは、精度が低いものになるので戦闘攻撃機とは言わない。攻撃機の搭載量が高まった面から見れば、戦闘爆撃機と戦闘攻撃機は同じものとなった。
また、対地攻撃をメインとして爆弾を投下した後に空中戦もこなせる航空機を戦闘爆撃機、対地攻撃と空中戦の両方を十分にこなせる機体を戦闘攻撃機とする書籍もある。爆装を施した戦闘機の全てを戦闘爆撃機とするもの、ジェットエンジンのマルチロール機と同義とするものなど、様々な基準がある。マルチロール機が発展してからは、爆撃機（攻撃機）の能力を持つ戦闘機が一般的となり、単に戦闘機と呼ばれることが多い。

## 歴史

### 戦闘機の爆装
1915年6月、ドイツがプロペラ内固定銃を装備して敵の航空機を撃墜する機体としてフォッカー アインデッカーを量産し、この駆逐機（戦闘機）の出現を各国が見習い、本格的な空中戦闘がこの機体から始まり、それまで単一機で行われていた飛行機作戦から任務が細分化され、偵察、爆撃、空戦と発展して行く過程で専用機種も生まれた。1915年後半になると戦闘機、爆撃機という専用機種が現れた。
しかし、航空母艦が開発されると事情が変わってきた。航空母艦は艦載機を搭載できる数が決まっているため、状況に応じた戦力をより多く確保できるように、様々な任務で併用できる航空機の開発が各国で進められた。その中で戦闘機と爆撃機（攻撃機）を統合する動きも現れた。
日本海軍の横須賀海軍航空隊戦闘機分隊長源田実大尉は、戦闘機を以てする急降下爆撃の研究に精力を傾けた。源田は、戦闘機隊は主として防御的作戦に使用されているが、戦闘の勝敗を決定する制空権を確保するためにもっと積極的に敵を攻撃する方に向けてはどうかと考え、敵の航空母艦を先制制圧するために、急降下爆撃機を善用すべきは勿論、航続距離の延伸、操縦性の軽快さ、戦闘機としての流用等を考慮し、1933年から1935年にわたって、「単座急降下爆撃機」の試作、採用を主張し続けたが、賛同は得られなかった。この飛行機は制空権獲得のため、敵空母の先制空襲を主任務とするが、この爆撃が終われば、単座戦闘機として流用し得る構想であった。1934年、空母「赤城」で実施された第一航空戦隊研究会で、源田は「単座急降下爆撃機」の導入を主張して、戦闘機と攻撃機の半数ずつをこれと入れ替える意見を出した。これに対して第一航空戦隊司令官山本五十六少将は、戦闘機を攻撃に使うという点には賛成したが、航法上の安全性からやはり二座になると却下した。
アメリカ海軍の艦上戦闘機カーチスF6Cは、機銃2門のほかに116ポンド爆弾2発を搭載し急降下爆撃が可能であった。この機体は1937年に配備され、装備した部隊は爆撃航空隊と呼ばれた。F8C-2では、さらに本格的な急降下爆撃機に進化し、初めてヘルダイバー(急降下爆撃機)の名を冠した。F8C-2は後にカーチスO2C/S3Cと改名され、戦闘機とは別の機体と分類されるようになった。
第二次世界大戦が始まると、多くの戦闘機が様々な理由で爆装を強化されていった。
日本の陸海軍においても戦闘機の爆装は強化された。
日本海軍では、零式艦上戦闘機に250キロ爆弾を携行できるようにして戦闘爆撃機（爆戦）として使用した。零戦が戦闘爆撃機として利用された理由は、当時、中小空母で満足に使用できる急降下爆撃機がなかったことにある。しかし、爆戦なら中小空母でも活用できるし、性能も九九式艦爆より良く、爆弾投下後は戦闘機としてある程度の期待が持てる利点があった。しかし、搭乗員が一人であるため、洋上での行動能力が艦爆より小さく、爆撃の命中精度も二人乗りの艦爆ほど期待はできなかった。また、優秀な戦闘機搭乗員を用意するのは困難であり、爆弾投下後の戦闘に期待することも無理があった。
ドイツではBf 109、Bf 110に爆弾を搭載し、それを用いた戦術を研究する実験飛行隊が編成された。その実戦投入はバトル・オブ・ブリテン時、ドーバー海峡沿岸のイギリス軍側レーダー施設を攻撃したのが最初である。参戦の遅れたアメリカでは、自国産の戦闘機が大型であることを生かし、大戦初期の双発爆撃機並の爆弾搭載量を持たせて使用した。
大戦後半になると、ドイツ空軍の戦闘機部隊は戦略爆撃への対処で手一杯になったこともあり、欧州の制空権はほぼ連合国のものとなった。アメリカおよびイギリスは制空戦闘任務の必要性が低下した戦闘機に小型爆弾やロケット弾を搭載して、制空権を持たないドイツ軍の地上部隊を攻撃した。いかに重厚な前面装甲を持つ戦車であろうと、上空や後部からの攻撃には無力であり、地上戦闘を前に多くの地上戦力がこれらの爆撃によって破壊され、これをドイツ軍は「ヤーボ（Jabo）」と呼び恐れた。これはドイツ語の「ヤークトボンバー（Jagdbomber）」を縮めたもので、「Jagdflugzeug（戦闘機）」と「Bomber（爆撃機）」を合わせた略語）である。ただし、戦闘機による爆撃の命中精度は低かった。

### マルチロール機
第二次世界大戦後は、軍用機はジェット機が主流となり、マルチロール機の登場で、戦闘機と爆撃機の両方の機能を十分に満たせるようになった。
戦闘爆撃機には様々なタイプが登場した。以下にそれを列挙する。
- 戦闘機としての用途が主で、攻撃機・爆撃機としての用途を従とする機体。戦闘機として設計されたが、搭載余力を生かして爆撃能力を付加した機体でもある。
- 戦闘機としての用途が従、攻撃機・爆撃機としての用途が主とする機体。戦闘機でありながら、本格的な爆撃機としての装備を付加しているため、純粋な戦闘機としての能力は妥協している。ただし、F-111の場合は、開発当初は長距離レーダーと長射程の対空ミサイルを搭載する機体として開発されたものの、結果として戦闘機としての使用が不可能な大型機となったもので、実際は純粋な爆撃機であり、戦闘機として運用されることは配備当初から諦められた[注釈 1]。Su-24は当初から攻撃機[注釈 2]として開発されており、自衛目的以外で空対空兵装を搭載することは運用上は考えられていないが、戦闘爆撃機と呼称されていることが多く、西側の資料でも戦闘爆撃機として呼称・区分されるのが通例である。
- アジア・アフリカなどの中小国へ輸出され、戦闘機兼爆撃機として使用された機体。最もこれらは積極的に戦闘爆撃機として使われたというよりも、他に替える機体が無く両方の任務に使われた機体である。
- 日本ではF-104Jの配備によって余剰となったF-86Fを対地・対艦攻撃や近接航空支援等に転用する形で「支援戦闘機」というカテゴリーが設けられたが、これは専守防衛の国是のために、攻撃機・戦闘爆撃機と呼ぶことを避けたためである（いわゆる自衛隊用語）。この支援戦闘機としては、先述したF-86Fの後、T-2練習機をベースとしたF-1や、政治的理由から対地攻撃能力などを削除して防空任務を主用途としたF-4EJの一部を近代化改修し、空対艦ミサイルの運用能力付与や対地攻撃能力の復活などを行ったF-4EJ改が開発されたが、戦闘機のマルチロール化の進展などから、2005年以降要撃機と統合されて廃止された。最後の支援戦闘機としてF-16をベースに開発されたF-2も、非常に高い対艦攻撃能力を有しているが、同時に優れた空戦能力も有しているため、実質的にはマルチロール機である。

やがて、機体構造や電子機器（アビオニクス）の面で高度化が進むと、新しい軍用機の開発には膨大な経費と時間が掛かるようになった。そのため、現代では殆ど全ての国で戦闘機・高等練習機・小型高速爆撃機などを同一の基本設計から製作するようになっている。また、技術の向上により、戦闘機としても攻撃機・爆撃機としても高い性能を両立させることが可能になり、従来のように機種を分けなくとも、双方の任務を無理なくこなすことが可能となった。
F/A-18は開発当初は戦闘機型と攻撃機型が別個に制式化される予定であったが、1機種で双方の任務をこなすことが可能だとして、名称は統合されて「F/A-18」となった。F-15Eは純粋な制空戦闘機として開発されたF-15の設計を基に戦闘爆撃機として再設計されたもので、基本的には対地攻撃任務専門の機体だが、原型のF-15C/Dには僅かに劣るものの高レベルな空対空戦闘能力も維持している。
新型機の就役により旧式化した戦闘機、あるいはハイ・ローミックスでローを担う戦闘機を、攻撃・爆撃任務に転用する事例もしばしば見られる。地上攻撃任務は制空任務に比べて損耗率が高いことから、高価な機体をその任務に充てるのは費用効率が悪いとみなされるからである。そのような経緯で戦闘爆撃機として運用された機体は、単純に爆撃能力を比較した場合は新型戦闘機や、ハイ・ローミックスのハイを担う機体よりも低性能な例もある。例えばF-15A/B/C/Dは純粋な戦闘機と思われがちであるが、実際にはF-16よりも高い搭載能力と爆撃コンピュータを装備しており、これが純粋な戦闘機として運用されたのは費用効率上の都合に過ぎない。なお、ハイ・ローミックスは元来、アメリカ空軍においてF-15・F-16両戦闘機を混用することを指す用語だが、他国での戦闘機の運用、あるいはそれに限らず陸上戦力や海上戦力において性能が異なる兵器を混用する場合を指す言葉としても用いられる。
また、ジェット機時代のソ連空軍における戦闘爆撃機（ロシア語: Истребитель-бомбардировщик）は、基本的に戦闘機としての能力は要求されておらず、戦術爆撃機としての運用に特化していた。逆に、西側の戦闘爆撃機のように戦闘機としての役割もある程度期待された機体はソ連空軍では「前線戦闘機（фронтовой истребитель）」と呼ばれた。これらは戦闘機としての能力を優先して設計されており、西側での戦術戦闘機に相当すると考えられているが、ベトナム戦争におけるアメリカのF-4などと同様、アフガニスタン侵攻のような実戦では戦闘爆撃機としての任務を与えられて大規模に使用された。
1991年にソビエト連邦が崩壊し、それまで長く続いていた冷戦が終結し、2001年に発生した「アメリカ同時多発テロ事件」により生起した「対テロ戦争（テロとの戦い）」などの非対称戦争が中心となった。制空戦闘機としてF-15の後継となるべく設計されたF-22なども、限定的ではあるが対地攻撃能力を付与されて開発されており、「戦闘爆撃機（マルチロール機）ではない戦闘機（地上攻撃能力を持たない戦闘機）」という存在は少数派となりつつある。

## 一覧
第二次世界大戦以降の戦闘機のほぼ全てに爆装が施されたため、戦闘爆撃機/戦闘攻撃機として開発されたもののみ挙げる。
 アメリカ合衆国
- F-105
- F-111
- F-15E
- F-16
- F/A-18A-D
- F/A-18E/F

 イギリス/ イタリア/ ドイツ
- パナヴィア トーネードIDS

 イタリア
- G.91
- G.91Y

 イスラエル
- クフィル

 インド
- HF-24

 スウェーデン
- サーブ 37 ビゲン
- サーブ 39 グリペン

 ソビエト連邦 /  ロシア
- Su-7
- Su-17
- Su-24
- MiG-27
- Su-34

 中華人民共和国
- JH-7
- J-10B
- J-16

 フランス
- ミラージュ5
- ミラージュ2000D